# Tadamichi Machida
Tadamichi Machida (町田 忠道?, Machida Tadamichi; Prefettura di Saitama, 23 maggio 1981) è un ex calciatore giapponese, di ruolo attaccante.